# Гомосоціальність
Гомосоціальність (від грец. ὁμός — «однаковий» і лат. socialis — «товариський») — у соціології та галузі гендерних досліджень термін на позначення відносин винятково між особами своєї статі, у яких відсутній будь-який романтичний чи сексуальний характер. До таких може належати дружба, наставництво, спілкування, спільна робота і т.д. Нерідко ця соціальна гомогенність групи передбачає закритість від інших соціальних груп (тюрма, монастир, як жіночий, так і чоловічий, армія тощо).    
Протиставляється гетеросоціальності (відносинам винятково або переважно між особами протилежної статі так само без романтичного чи сексуального характеру) та бісоціальності (відносинам одночасно між особами як своєї, так і протилежної статі).    
У віковій психології цей термін синонімічний до терміна «статева сегрегація» і означає одну зі стадій соціального розвитку дитини, в якій дитина надає виключну перевагу спілкуванню з особами своєї статі. Зазвичай стосується хлопчиків у період від 5 до 14 років. Рідше стосується дівчат.
Гомосоціальність не повʼязана напряму з орієнтацією та поняттями «гетеросексуальність» чи «гомосексуальність». Цей термін використовується соціологією та віковою психологією на позначення практики несексуальних соціальних взаємовідносин між особами однієї статі. Наприклад, чоловік, який віддає виключну перевагу дружбі з чоловіками, спілкуванню тощо, може бути гомосоціальним як гетеросексуалом, так і гомосексуалом.
Гомосоціальність близьке до поняття «гомофілія», але не тотожне йому, через відсутність емоційної складової у тяжінні до представників своєї статі, яке навпаки притаманне гомофілії. Однак «броманс» і «вуманс» вважаються особливими формами гомосоціальних стосунків між представниками однієї статті, у яких така емоційна близькість здебільшого присутня.

## Історія терміна
Вперше поняття почало вживатися у США в 70-х роках ХХ століття і стосувалося досліджень у сфері соціальної психології стосовно поведінкових реакцій дітей у різних групах.   
В соціологію та галузь гендерних досліджень термін перейшов пізніше, у 80-ті, завдяки американській дослідниці з гендерних питань Єві Седжвік, яка і популяризувала його, вперше вживши у своїй книзі «Між чоловіками: англійська література та чоловіче гомосоціальне бажання» (англ. «Between Men: English Literature and Male Homosocial Desire», 1985).
Однак явище, яке описує термін, тобто стосунки (тісні несексуальні соціальні контакти) між представниками однієї статі, відоме задовго до появи самого терміна та знане людством з давніх часів.  

## Види
Гомосоціальність виникає як серед представників чоловічої, так і жіночої статі. Тобто існують несексуальні і неромантичні стосунки як окремо серед чоловіків (маскулінна гомосоціальність), так окремо і серед жінок (фемінінна гомосоціальність), які виражаються через прагнення перебувати в середовищі представників своєї статі. Найчастіше гомосоціальність представлена серед чоловічої статі і виникає з підліткового (або раніше) віку. Гомосоціальність не розглядається як постійне явище і з часом може зникнути і перейти у гетеросоціальність або бісоціальність, або навіть в асоціальність (окрім тих випадків, де гомосоціальність постійна, міцно вкорінена і вимушена через релігію і моральні принципи, які зобов'язують чоловіків і жінок сегрегуватися здавна, наприклад у країнах Близького Сходу).  
Має пік у підлітковий період незалежно від статі, коли локалізуються відносини серед однолітків своєї статі (школа, виш, гуртки). У людей середнього віку гомосоціальність слабшає і має не такий виражений характер. 
Гомосоціальність може бути обумовленою (наприклад, природна сегрегація у підлітковому віці), бажаною (наприклад, виходячи з соціальних (або інших) інтересів індивіда у дорослому віці), або вимушеною (наприклад, виходячи з інтересів суспільства). 

## Виноски
1. ↑  Verfasser., Haywood, Chris 1970-. The conundrum of masculinity : hegemony, homosociality, homophobia and heteronormativity. ISBN 978-1-138-67469-1. OCLC 1224013393.
2. 1 2 3  Haywood, Chris; Johansson, Thomas; Hammarén, Nils; Herz, Marcus; Ottemo, Andreas (20 липня 2017). Homosociality. The Conundrum of Masculinity. Routledge. с. 56—76. ISBN 978-1-315-56116-5.
3. ↑  Lobel, Thalma E.; Bempechat, Janine; Gewirtz, Jonathan C.; Shoken-Topaz, Tamar; Bashe, Elinor (1993-08). The Role of Gender-Related Information and Self-Endorsement of Traits in Preadolescents' Inferences and Judgments. Child Development. Т. 64, № 4. с. 1285. doi:10.2307/1131340. ISSN 0009-3920. Процитовано 30 січня 2022.
4. ↑  Subero, Gustavo (2016). Bromance, Homosociality and the Crisis of Masculinity in the Latin American Zombie Movie. Gender and Sexuality in Latin American Horror Cinema. London: Palgrave Macmillan UK. с. 147—177. ISBN 978-1-137-56494-8.
5. ↑  Sedgwick, Eve Kosofsky (2 березня 1985). Between Men. Columbia University Press. ISBN 978-0-231-87894-4.
6. ↑  Arxer, Steven L. (2011-11). Hybrid Masculine Power: Reconceptualizing the Relationship between Homosociality and Hegemonic Masculinity. Humanity & Society. Т. 35, № 4. с. 390—422. doi:10.1177/016059761103500404. ISSN 0160-5976. Процитовано 24 лютого 2021.
7. ↑  Tougher, Shaun (2015). Man to Man: Desire, Homosociality, and Authority in Late-Roman Manhood by Mark Masterson. Journal of Late Antiquity. Т. 8, № 2. с. 438—440. doi:10.1353/jla.2015.0030. ISSN 1942-1273. Процитовано 24 лютого 2021.
8. ↑  “Where’s All the Men?”: Men, Women, and Homosociality in the Late Style of Sam Shepard. The Late Work of Sam Shepard. Bloomsbury Methuen Drama. 2016. ISBN 978-1-4742-3472-6.
9. ↑  Марценюк, Тамара (2004). Ґендерна соціалізація як процес формування маскулінних та фемінних ознак ґендерної ідентичності (укр.). Архів оригіналу за 17 січня 2021. Процитовано 24 лютого 2021.